# 成都圖書館
成都图书馆是位於中華人民共和國四川省成都市青羊区文翁路98号的一家圖書館，占地10亩，建筑面积2万平方米，创建于1912年，該館建成後先後命名為四川图书馆、成都市立图书馆、成都通俗教育馆分部、成都市图书馆。2003年9月，更名为成都图书馆，同時新館於當年10月對外開放。2010年，成都图书馆被中華人民共和國文化部评为国家一级图书馆。

## 外部連結
- 官方网站